# Austrophorocera painei
Austrophorocera painei là một loài ruồi trong họ Tachinidae.